# Danuta Demianiuk
Danuta Marianna Demianiuk (ur. 12 kwietnia 1949) – polska prawnik, menedżer i urzędniczka państwowa, w latach 1990–1992 podsekretarz stanu w Ministerstwie Finansów.

## Życiorys
Absolwentka Wydziału Prawa i Administracji Uniwersytetu Warszawskiego, gdzie od 1988 do 1990 wykładała na podyplomowym studium podatkowym. Ukończyła aplikację sędziowską, następnie uzyskała wpis na listę radców prawnych. Kształciła się w zakresie zarządzania bankiem w Institute of Banking Warsaw.
Od 1966 pracowała w Prezydium Dzielnicowej Rady Narodowej Warszawa–Mokotów. Od 1971 zatrudniona w Departamencie Podatków i Opłat Ministerstwa Finansów, doszła do stanowiska jego dyrektora. Od 21 września 1990 do marca 1992 pełniła funkcję podsekretarz stanu w tym resorcie, odpowiadając za kwestie podatkowe, organizacji służb skarbowych i informatyki. Następnie została pierwszą wiceprezes Agencji Własności Rolnej Skarbu Państwa (1992–2002) oraz wiceszefem PKO BP ds. windykacji i ryzyka (2003–2006). Zasiadła w radach nadzorczych Agencji Mienia Wojskowego (z ramienia ministra obrony), Banku Rolno-Przemysłowego i kilkunastu innych spółek państwowych. Należała do rady Forum Obywatelskiego Rozwoju. W 1996 była przesłuchiwana przed Trybunałem Stanu w sprawie tzw. afery alkoholowej.